# 菲库莱
菲库莱（義大利語：Ficulle），是意大利特尔尼省的一个市镇。总面积64.8平方公里，人口1759人，人口密度27.1人/平方公里（2009年）。ISTAT代码为055013。